# Sandi Toksvig
Sandra Birgitte Toksvig (surnommée Sandi Toksvig), née le 3 mai 1958, est une écrivaine, comédienne, actrice et présentatrice de télévision britannico-danoise active à la télévision britannique. Elle est également une militante politique et féministe, ayant cofondé le Women's Equality Party en 2015. Elle écrit des pièces de théâtre, des romans et des livres pour enfants. En 1994, elle fait son coming out en annonçant être lesbienne.
Depuis 2016, Sandi Toksvig succède à Stephen Fry à la présentation du quiz télévisé de la BBC Quite Interesting, après avoir été invitée à plusieurs reprises. Elle a auparavant passé dix ans à animer The News Quiz sur BBC Radio 4. De 2017 à 2020, elle est co-présentatrice de The Great British Bake Off, aux côtés de l'humoriste Noel Fielding, avant de démissionner et d'être remplacée par Matt Lucas,.
En 2020, Sandi Toksvig lance une série de podcasts intitulée We Will Get Past This visant à soutenir les auditeurs lors du contre la pandémie de Covid-19 au Royaume-Uni, en partageant des histoires de femmes remarquables.